# Душан Михаиловић
Душан Михаиловић (Вукосавци, Аранђеловац, 10. април 1932 — Београд, 6. јануар 2001) био је српски телевизијски и позоришни редитељ, писац, театролог и педагог.

## Биографија
Дипломирао је режију 1957. године на Академији за позориште, филм, радио и телевизију у Београду, у класи проф. Јована Кулунџића. Докторирао је на Филозофском факултету у Београду. Годину дана провео је на стручном усавршавању у Енглеској. Режирао низ позоришних представа. Писац више теоријских расправа о Шекспиру.
Педагошким радом на Академији у Београду бавио се од 1960. – 1971. године, прво као аститент на драматургији, а од 1965. постаје асистент професору Мати Милошевићу на одсеку глуме. Истовремено је од 1961. – 1963. године радио на Телевизији Београд као асистент редитеља, да би од 1971. године био у статусу слободног уметника.
Био је председник и потпредседник Југословенског Шекспировог друштва. 1970. је основао Позоришта без благајне у Лесковцу; 1982. Позориште Сунце у Београду; и 1990. Собно позориште такође у Београду.
Редитељ је око 100 позоришних представа од којих се извајају: Све је добро што се добро сврши, (Крагујевац, 1964), Учене жене (Мостар, 1963), Окамењено море, Антигона , Вергилијева смрт, Ифигенија на Тауриди и Тесла или прилагођавање анђела (Народно позориште у Београду, премијера 25. март 1995) која се и данас игра, а која је уједно била последња режија у његовом животу.
Редитељ је филма Циркус Универзал (1962) и редитељ је и писац филма Ромео и Ђулијета (1963).
Режирао је и 10 ТВ драма, 50 радио-драма, 30 ТВ емисија међу којима су Школско позориште на Варош капији и Они долазе; а такође је био и копреводилац 10 енглеских ренесансних драма и Молијерове комедије.
Аутор је студија: Сто година са Шекспиром (1968), Отворена драматургија (1979), Шекспир и драма у 19. веку (1984); затим лирске драме Кобна љубав лорда Бајрона и комедије Стрижено-кошено.
Редитељ је и документарне ТВ серије од седам епизода Српска револуција 1804. – 1833. (1993) и серије Антички театар (за ТВ Нови Сад).
Због Његовог благородног односа и педагошког приступа сваком човеку, студенти и поштоваоци су га звали Бата Душа.
Поред тога, као познавалац Шекспира, био је достојни наследник Др Хуго Клајна.

## Награде
Добитник је награде за режију Удружења драмских уметника Србије (1963) и Октобарске награде града Лесковца (1970).